# 世界の"現実"旅行
『世界の"現実"旅行』（Dark Tourist）は、ダークツーリズムを題材としたNetflixのドキュメンタリー番組である。デヴィッド・ファリアーがプレゼンターを務め、全8話構成となっている。

## エピソード
| 通算 話数 | タイトル                           | 公開日        |
| --- | ---------------------------------- | ------------- |
| 1 | "ラテンアメリカ" "Latin America"   | 2018年7月20日 |
| デヴィッドはメデジンを訪れ、パブロ・エスコバルの遺産を取材する。彼はエスコバルのもとで殺し屋として働いていたポパイにラ・カテドラルを案内してもらう。次にメキシコシティを訪れた彼はサンタ・ムエルテの信者に会い、最後にアメリカへの密入国体験ツアーに参加する。 |                                    |               |
| 2 | "日本" "Japan"                     | 2018年7月20日 |
| デヴィッドは福島第一原子力発電所事故の被害を受けた富岡町を訪れ、予想以上の放射線量を目の当たりにする。ハウステンボスのロボットの従業員のホテルに泊まった後、自殺の名所として知られる青木ヶ原を探索する。最後に廃墟となった端島を見学して日本を去る。 |                                    |               |
| 3 | "アメリカ" "United States"         | 2018年7月20日 |
| デイヴィッドはダークツーリストのナタリーと共にミルウォーキーを訪れ、ジェフリー・ダーマーの殺人事件現場を巡った後、弁護士のウェンディ・パトリックスに会う。次にダラスに行き、ケネディ大統領暗殺事件を扱っているものの方向性が異なる2つのツアーに参加する。最後にニューオーリンズで本物の吸血鬼を自称する人々と交流する。 |                                    |               |
| 4 | "中央アジア" "The Stans"           | 2018年7月20日 |
| カザフスタンでデヴィッドはダークツーリストのアンディと共にクルチャトフを訪れ、隣接する旧ソ連の主要な核実験場であったセミパラチンスクについて調査する。さらにソ連の宇宙計画の本拠地で閉鎖都市でもあるバイコヌールも訪れる。次にデヴィッドはトルクメニスタンへと飛び、地獄の門の観光を試みるが断念し、代わりに首都のアシガバート内を走ってグルバングル・ベルディムハメドフ大統領による独裁的なやり口を目の当たりにする。彼は突然の負傷により病院での治療を受けた後、2017年アジアインドア・マーシャルアーツゲームズの開会式を見物する。 |                                    |               |
| 5 | "ヨーロッパ" "Europe"              | 2018年7月20日 |
| メードストン郊外でデヴィッドは第二次世界大戦の戦闘の再現劇に参加する。模擬戦を終えた後、デヴィッドはイギリスの反対側のリトルディーンを訪れ、フレッドとローズ・ウェスト夫妻の私物やナチが人間の皮膚で作ったランプのかさなどが展示された悪趣味博物館を見学する。さらに彼は博物館主の友人であるというチャールズ・ブロンソンと電話で会話する。最後に彼はキプロスに渡り、ゴーストタウンと化し、立ち入りが制限されているヴァローシャへの侵入を試みる。                                                                                     |                                    |               |
| 6 | "東南アジア" "Southeast Asia"      | 2018年7月20日 |
| カンボジア軍の資金源となるプノンペンの射撃場でデヴィッドは生きた牛を標的とするが、道徳的な葛藤の末に中止する。次にミャンマーに移ったデヴィッドは新首都のネピドーを観光するが、そこは他の多くの首都よりも静寂であった。最後にインドネシアに飛んだデヴィッドはトラジャ族を訪ね、2年間「休憩」している男性のマネネ葬儀に参加する。 |                                    |               |
| 7 | "アフリカ" "Africa"                | 2018年7月20日 |
| ベナンのウィダーでデヴィッドはブードゥー教の知識を深め、トロン神のもとでブードゥーの儀式を受ける。次にヨハネスブルグのアレクサンドラを訪れた彼はその危険さを調査する。最後にデヴィッドはオラニアで少数のアフリカーナー・ナショナリストのグループと会い、さらに北部でスイドランダーのサバイバリスト達を取材する。 |                                    |               |
| 8 | "再び、アメリカ" "Back in the USA" | 2018年7月20日 |
| 再びアメリカを訪れたデヴィッドはロサンゼルスでマンソン・ファミリーの殺人事件ツアーに参加し、マンソンのファンや友人を取材する。次にデヴィッドはケンタッキー州の実物大のノアの方舟を訪れた後、バージニア州のプレッパーを取材する。最後にテネシー州で世界一恐ろしいお化け屋敷と言われるマッケイミー・マナーを訪れる。 |                                    |               |